# Bernard-Marie Koltès
Bernard-Marie Koltès (Metz, 9 aprile 1948 – Parigi, 15 aprile 1989) è stato un drammaturgo e regista francese.

## Biografia
Nato nel 1948 in una famiglia medio-borghese di Metz, ebbe una vita violenta e segnata dal desiderio di rivolta. In gioventù tentò più volte di dedicarsi alla scrittura, ma sulle prime rinunciò. Dopo aver visto a teatro l'attrice María Casarès, nel 1969, ne fu ispirato e ricominciò a scrivere. Scrisse 15 testi teatrali, alcuni dei quali rimasti incompiuti. Dopo una controversa fase di militanza politica nel PCF (il Partito Comunista Francese), rinnegò i suoi primi 7 drammi e dichiarò che il primo testo teatrale che riconosceva come suo era il lungo monologo La notte poco prima della foresta, rappresentato nel 1977 al Festival d'Avignone.
Omosessuale, morì nel 1989 a causa di complicazioni dovute all'AIDS. È sepolto nel cimitero di Montmartre. È universalmente famoso per Nella solitudine dei campi di cotone (Dans la solitude des champs de coton, 1986), sorta di delirio a due sulla ricerca impossibile del desiderio. Molte delle sue opere sono state allestite per la prima volta da Patrice Chéreau quando era direttore artistico del Théâtre des Amandiers a Nanterre.

## Stile
Le opere di Koltès, che indagano problemi della vita contemporanea come il razzismo, la violenza contro il diverso, la questione omosessuale, l'emigrazione, la lotta di classe e il pacifismo, sono tutte percorse dalla tragedia della solitudine. Lo stile della scrittura è sovente anti-naturalistico e lirico; le situazioni, condotte all'estremo fino al paradosso.

## Koltès a teatro
Numerosi i registi che si sono occupati di Koltès, fra i quali:
- Andrea Adriatico
- Ivica Buljan
- Jan Bosse
- Patrice Chéreau
- Frederic Dussenne
- Tanino De Rosa
- Claudio Longhi
- Doris Mirescu
- Paolo Magelli
- Arthur Nauzyciel
- Roberto Pacini
- Jay Scheib
- Giampiero Solari
- Peter Stein
- Filippo Timi
- Anton Milenin
- Juan Diego Puerta López
- Èric Vigner
- Rachid Zanouda
- Mario Missiroli
- Massimo Belli
- Elio De Capitani
- Lorenzo Gioielli
- Giorgina Pi

## Opere

### Teatro
- Le amarezze (Les Amertumes) (1970)
- La marche (1971)
- Procès ivre (1971)
- L'eredità (L'Héritage) (1972)
- Récits morts, un rêve égaré (1973)
- Voci sorde (Des voix sourdes) (1974)
- Le jour des meurtres dans l'histoire d'Hamlet (1974)
- La notte poco prima della foresta (La nuit juste avant les forêts) (1977)
- Sallinger (1978)
- Lotta di negro e cani (Combat de nègre et de chiens) (1979)
- Quai Ouest (1985)
- Nella solitudine dei campi di cotone (Dans la solitude des champs de coton) (1986)
- Tabataba (1986)
- Ritorno al deserto (Retour au désert) (1988)
- Roberto Zucco (1988)

### Traduzioni
- Le conte d'hiver (Winter's Tale), di William Shakespeare (1988)

### Romanzi
- Fuga a cavallo lontano nella città (La fuite à cheval très loin dans la ville) (1984)
- Prologue (incompiuto)

### Interviste
- Une part de ma vie, entretiens, 1983-1989.